# Música underground

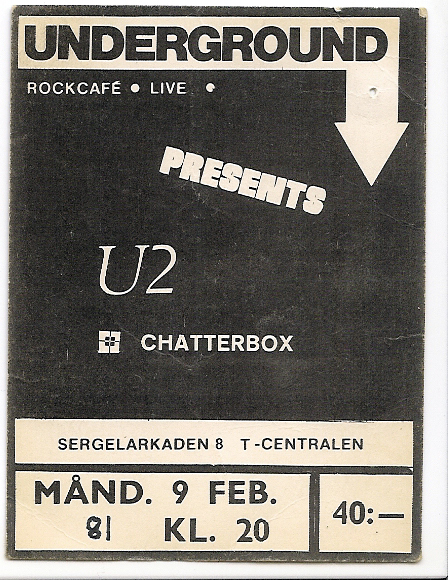
Underground.

É chamado de música underground ou música alternativa aquela que desenvolveu um número considerável de adeptos, sem no entanto obter sucesso comercial. Este tipo de música de um modo geral possui pouco ou nenhum apelo de massa, visibilidade, presença comercial ou de mídia.
O termo também é usado atualmente para descrever música contemporânea de artistas expoentes mas que não pertençam ao mainstream musical, sendo o gênero ou estilo do artista irrelevantes para a determinação do status "underground".
O termo música underground tem sido aplicado a diversos movimentos artísticos, como a música psicodélica movimento de meados dos anos 1960, punk rock e hardcore, hip-hop, o rock alternativo, indie rock, grunge, algumas formas de heavy metal, música eletrônica, música experimental, entre outros.